# Mincivan
Mincivan (orm. Միջնավան, Micznawan) – miasto w rejonie Zəngilan w Azerbejdżanie, do 2023 miasto w rejonie Kaszatagh nieuznawanego państwa Republika Górskiego Karabachu.
Miejscowość wraz z okolicznymi terenami wchodziła w skład chanatu karabaskiego, od 1822 w skład Imperium Rosyjskiego, w latach 1918–1920 Demokratycznej Republiki Azerbejdżanu a od 1920 Azerbejdżańskiej Socjalistycznej Republiki Radzieckiej. Po wojnie o Górski Karabach miasto weszło pod kontrolę separatystów ormiańskich i od tego momentu nosi nazwę Micznawan.
Miasto położone jest u zbiegu rzek Wochczi (Oxçuçay) i Araks, tuż przy granicy z Iranem. Jest tym samym najbardziej na południe wysuniętym miastem Republiki Górskiego Karabachu.